# مصطفى عمرو حسن
مصطفى عمرو حسن هو منافس ألعاب قوى مصري، ولد في 16 ديسمبر 1995.

## وصلات خارجية
- مصطفى عمرو حسن على موقع الاتحاد الدولي لألعاب القوى (الإنجليزية)
- مصطفى عمرو حسن على موقع الدوري الماسي (الإنجليزية)
- مصطفى عمرو حسن على موقع اللجنة الأولمبية الدولية (الإنجليزية)
- مصطفى عمرو حسن على موقع أوليمبيديا (الإنجليزية)